# 超二流と呼ばれた柔道家
『超二流と呼ばれた柔道家』（ちょうにりゅうとよばれたじゅうどうか）は、増田俊也のノンフィクション。
ノンフィクション集『VTJ前夜の中井祐樹』（イースト・プレス）、スポーツ・アンソロジー『肉体の鎮魂歌（レクイエム）』（新潮文庫）に収録されている。

## 概要
天才柔道家の古賀稔彦を8年かけて背負い投げで屠った無名の柔道家・堀越英範の生き様を追った作品。『木村政彦はなぜ力道山を殺さなかったのか』や『七帝柔道記』などで歴史に残らない不遇の柔道家の境涯を描いた増田俊也が、やはり古賀にを一本勝ちしながらオリンピック代表に選ばれなかった堀越を描く。

## ストーリー
堀越英範は三重県の田舎で柔道を修行する少年だった。
中学校に入ると本格的に打ち込みはじめ、毎日の苦しい練習に耐えて県の中学チャンピオンになり、名張高校に進学する。ある日、得意の背負い投げの打ち込みをしていると、宮下師範に「そんな背負いじゃだめや」と、さらに天理高校で俺と同期だった男に習ってこいと言われる。その男とは、和歌山工業高校で教鞭をとっていたオリンピック金メダリスト野村豊和だった。
その日から、堀越の野村教室通いが始まった。しかし、あまりに難しい技の入り方なので、いつまでたっても身につかない。インターハイには出場できたが上位進出はできず、そのまま天理大学に進学した。天理大学でも堀越は、野村豊和式背負い投げの特訓を続ける。しかしこれといった戦績もなく、背負い投げも完成していない堀越に、指導陣は誰も注目していなかったし、レギュラーにすら入れなかった。
ある日、すでにスーパースターとなっていた古賀稔彦が天理大学にやってくる。乱取りをした堀越は、古賀の一本背負いで何度も何度も叩きつけられ、格の違いを見せつけられた。しかし堀越の手首を返した崩しで一度だけ、古賀が膝を畳に着いた。堀越は「俺の背負い投げが完成すれば古賀を投げられる」と算段をつけた。野村豊和式の背負い投げ特訓はさらに続いた。
地道な努力が実って堀越の背負い投げがやっと完成したのは、大学4年生の終わりだった。その背負い投げを武器に、天理大学時代には落ちこぼれだった堀越は、さまざまな大会で一気に頭角を現し、直接対決を求めて古賀を追っていく。そして、古賀と初めて乱取りしてから8年、ついに直接対決の日がやってくる。